# Mistrovství světa v alpském lyžování 2023 – superobří slalom žen
Superobří slalom žen na Mistrovství světa v alpském lyžování 2023 se konal ve středu 8. února 2023 jako druhý ženský závod světového šampionátu v Courchevelu a Méribelu. Superobří slalom na méribelské sjezdovce Roc de Fer odstartoval v 11.30 hodin místního času. Do závodu nastoupilo 37 lyžařek ze 18 států.
Úřadující světovou šampionkou i olympijskou vítězkou byla Švývarka Lara Gutová-Behramiová, která skončila na šestém místě.

## Medailistky
Mistryní světa se stala 26letá Italka Marta Bassinová, která jela superobří slalom podruhé za sebou a vylepšila jedenáctou příčku z roku 2021.  Mistryní světa se stala podruhé v kariéře. Navázala na triumf z paralelní soutěže v Cortině d'Ampezzo 2021. Potvrdila tak průběžnou formu z ledna 2023, kdy obsadila třetí místa v závodech Super-G Světového poháru v Sankt Antonu a Cortině d'Ampezzo. V úvodní části přitom zajela až třicátý první nejrychlejší čas. Poté začala zrychlovat a techničtější pasáže dolní poloviny již ovládla.
Se ztrátou jedenácti setin sekundy získala stříbrný kov průběžná lídryně Světového poháru, 27letá Američanka Mikaela Shiffrinová. Po zlatu z Åre 2019 a bronzu z Cortiny d'Ampezzo 2021 zkompletovala medailovou sadu v superobřím slalomu. Dvanáctou medailí na mistrovstvích světa se ve statistikách po druhé světové válce, kdy se začaly šampionáty konat s dvouletou periodicitou namísto jednoleté, posunula na sdílené první místo k Noru Kjetilu Andremu Aamodtovi. Osm dní poté vyhrála obří slalom a na čele poválečné medailové statistiky se osamostatnila. 
S odstupem třiceti tří setin sekundy na vítězku si bronz odvezly 30letá Rakušanka Cornelia Hütterová s 24letou Norkou Kajsou Vickhoffovou Lieovou. Obě tak vybojovaly první medaili z vrcholné světové akce.

## Výsledky
| P                                                                                        | SČ | lyžařka                    | stát                | čas              | ztráta           |
| ---------------------------------------------------------------------------------------- | -- | -------------------------- | ------------------- | ---------------- | ---------------- |
| Zlatá medaile                                                                            | 8  | Marta Bassinová            | Itálie              | 1:28,06          | —                |
| Stříbrná medaile                                                                         | 9  | Mikaela Shiffrinová        | USA                 | 1:28,17          | +0,11            |
| Bronzová medaile                                                                         | 6  | Cornelia Hütterová         | Rakousko            | 1:28,39          | +0,33            |
| Bronzová medaile                                                                         | 4  | Kajsa Vickhoff Lieová      | Norsko              | 1:28,39          | +0,33            |
| 5.                                                                                       | 14 | Ragnhild Mowinckelová      | Norsko              | 1:28,42          | +0,36            |
| 6.                                                                                       | 11 | Lara Gutová-Behramiová     | Švýcarsko           | 1:28,43          | +0,37            |
| 7.                                                                                       | 30 | Alice Robinsonová          | Nový Zéland         | 1:28,60          | +0,54            |
| 8.                                                                                       | 13 | Federica Brignoneová       | Itálie              | 1:28,61          | +0,55            |
| 9.                                                                                       | 17 | Tessa Worleyová            | Francie             | 1:28,64          | +0,58            |
| 10.                                                                                      | 3  | Michelle Gisinová          | Švýcarsko           | 1:28,75          | +0,69            |
| 11.                                                                                      | 20 | Sofia Goggiová             | Itálie              | 1:28,82          | +0,76            |
| 12.                                                                                      | 23 | Ilka Štuhecová             | Slovinsko           | 1:28,84          | +0,78            |
| 13.                                                                                      | 18 | Joana Hählenová            | Švýcarsko           | 1:28,86          | +0,80            |
| 14.                                                                                      | 16 | Laura Gauchéová            | Francie             | 1:28,98          | +0,92            |
| 15.                                                                                      | 7  | Elena Curtoniová           | Itálie              | 1:29,07          | +1,01            |
| 16.                                                                                      | 10 | Romane Miradoliová         | Francie             | 1:29,10          | +1,04            |
| 17.                                                                                      | 1  | Ramona Siebenhoferová      | Rakousko            | 1:29,12          | +1,06            |
| 18.                                                                                      | 25 | Emma Aicherová             | Německo             | 1:29,21          | +1,15            |
| 19.                                                                                      | 15 | Mirjam Puchnerová          | Rakousko            | 1:29,59          | +1,53            |
| 20.                                                                                      | 12 | Corinne Suterová           | Švýcarsko           | 1:29,62          | +1,56            |
| 21.                                                                                      | 19 | Tamara Tipplerová          | Rakousko            | 1:29,70          | +1,64            |
| 22.                                                                                      | 5  | Jasmine Fluryová           | Švýcarsko           | 1:29,73          | +1,67            |
| 23.                                                                                      | 2  | Kira Weidleová             | Německo             | 1:29,87          | +1,81            |
| 24.                                                                                      | 26 | Breezy Johnsonová          | USA                 | 1:30,15          | +2,09            |
| 25.                                                                                      | 28 | Elvedina Muzaferijová      | Bosna a Hercegovina | 1:30,21          | +2,15            |
| 26.                                                                                      | 22 | Marie-Michèle Gagnonová    | Kanada              | 1:30,48          | +2,42            |
| 27.                                                                                      | 35 | Greta Smallová             | Austrálie           | 1:31,83          | +3,77            |
| 28.                                                                                      | 32 | Ania Monica Caillová       | Rumunsko            | 1:32,38          | +4,32            |
| 29.                                                                                      | 36 | Noa Szőllősová             | Izrael              | 1:32,69          | +4,63            |
| 30.                                                                                      | 37 | Anastasija Šepilenková     | Ukrajina            | 1:33,05          | +4,99            |
| 31.                                                                                      | 33 | Sabrina Simaderová         | Keňa                | 1:34,38          | +6,32            |
| —                                                                                        | 21 | Isabella Wrightová         | USA                 | nedojela do cíle | nedojela do cíle |
| —                                                                                        | 24 | Valérie Grenierová         | Kanada              | nedojela do cíle | nedojela do cíle |
| —                                                                                        | 27 | Maryna Gąsienica-Danielová | Polsko              | nedojela do cíle | nedojela do cíle |
| —                                                                                        | 29 | Karen Smadja-Clémentová    | Francie             | nedojela do cíle | nedojela do cíle |
| —                                                                                        | 31 | Tricia Manganová           | USA                 | nedojela do cíle | nedojela do cíle |
| —                                                                                        | 34 | Cande Morenová             | Andorra             | nedojela do cíle | nedojela do cíle |
| Závod odstartoval v 11.30 hodin (UTC+1). Teplota vzduchu na startu −6 °C a v cíli −9 °C. |    |                            |                     |                  |                  |